# Motorola 96000
A Motorola 96XXX (másként 96000, 96K) egy digitális jelfeldolgozó processzor (DSP) integrált áramkör-család, melyet a Motorola gyártott. Ez a korábbi Motorola 56000 processzoron alapult és azzal (a 16 bites DSP56100 és a 24 bites DSP56000 sorozatokkal) továbbra is szoftverkompatibilis maradt, de teljes egyszeres pontosságú 32 bites IEEE 754 szabványú lebegőpontos megvalósítással volt kiépítve, amelyben 44 bites aritmetikai műveletek is kialakításra kerültek.
A 96000-es több kialakításbeli sajátossága hasonló maradt az 56000-eshez. Míg az 56K-ban két 24 bites adat és egy 8 bites kiterjesztés-regiszter kombinálható egyetlen 56 bites akkumulátorrá, a 96K-ban három 32 bites regiszter kapcsolható össze egy 96 bites akkumulátorrá. A processzor teljesítménye 20 MIPS, 50 ns-os ciklusidővel 40 MHz-es órajelen, és 60 millió lebegőpontos művelet (MFLOPS) ugyancsak 40 MHz-en. 10 db 96 bites általános célú regiszterrel rendelkezik, egy 32 x 32 bit → 96 bites szorzó-összeadó (multiply/accumulate) utasítást egyetlen ciklus alatt végez el. 33 MHz-es és 40 MHz-es változatokban készült.
Az 56K-val ellentétben a 96000-es „család” csak egyetlen, a 96002-es jelű modellből állt. Ez messze nem volt olyan sikeres, mint az 56K, és csak egy rövid ideig gyártották. Manapság a szerepét az úgynevezett Motorola StarCore-on alapuló termékek töltik be.

## Fordítás
Ez a szócikk részben vagy egészben  a   Motorola 96000 című angol Wikipédia-szócikk ezen változatának fordításán alapul.  Az eredeti cikk szerkesztőit annak laptörténete sorolja fel. Ez a jelzés csupán a megfogalmazás eredetét és a szerzői jogokat jelzi, nem szolgál a cikkben szereplő információk forrásmegjelöléseként.